# Mokřany (Olbramovice)
Mokřany je malá vesnice, část obce Olbramovice v okrese Benešov. V roce 2009 zde bylo evidováno 9 adres. Mokřany leží v katastrálním území Olbramovice u Votic o výměře 9,86 km².

## Historie
První písemná zmínka o vesnici pochází z roku 1584.